# Gàl·lia Cèltica

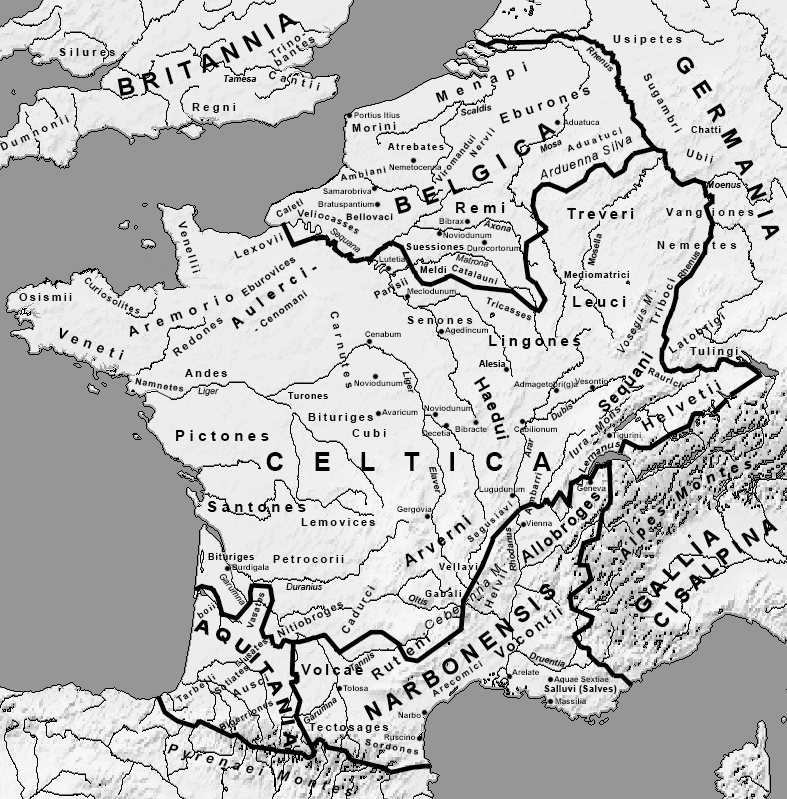
Mapa de la Gallia Celtica abans de la conquesta romana de Juli Cèsar, 58 a.n.e.

La Gàl·lia Cèltica (en llatí: Gallia Celtica) era una de les tres principals regions de la Gàl·lia, d'acord amb la història de Juli Cèsar en el seu llibre De Bello Gallico (58-51 / 50 a.n.e.).
La Gàl·lia Cèltica estava habitada pels celtes, anomenats gals pels romans. El territori actual correspon a França, a excepció d'Aquitània, Suïssa, Luxemburg i Alemanya a la riba oest del Rin.

## Etimologia i nom
Segons els etnògrafs romans i Juli Cèsar en el seu llibre De Bello Gallico (La guerra de les Gàl·lies), Gàl·lia estava dividida en tres regions principals: la Gàl·lia belga (Bèlgica), la Gàl·lia cèltica (França) i la Gàl·lia Aquitània (Aquitània).
Els habitants de la Gàl·lia cèltica s'anomenaven a ells mateixos «celtes» en la seva pròpia llengua, però els romans els van anomenar «gals»:
| «                                                                              | La Gàl·lia tota és separada en tres parts, una de les quals és habitada pels belgues, una altra pels aquitans, i la tercera pels qui en llur llengua són anomenats celtes i en la nostra, gals. | » |
| — De Bello Gallico, Llibre I-1, Juli Cèsar (versió catalana de Joaquim Icart). | |   |

Plini el Vell dona una definició semblant:
| «                                                 | Tota la Gàl·lia conegut sota el nom general de Comata es divideix en tres pobles que es distingeixen els uns dels altres pels següents rius. La Gàl·lia Bèlgica de l'Escalda al Sena, la Gàl·lia Cèltica o Lugdunensis del Sena a la Garona, i la Gàl·lia Aquitània, abans Aremorica, de la Garona a les muntanyes dels Pirineus. | » |
| — Naturalis Historia (4.17 / 4.31), Plini el Vell | |   |

La Gàl·lia Cèltica va ser conquerida pels romans i reanomenada Gàl·lia Lugdunense (en llatí: Gallia Lugdunensis), convertint-se en una província de l'Imperi Romà.